# Rýzmberk
Zřícenina hradu Rýzmberk (překl. Obří hora) se nachází na vysokém zalesněném kopci nedaleko města Kdyně.

## Historie

### Nejstarší osudy a pojmenování
Hrad byl založen ve druhé polovině 13. století (první písemná zmínka pochází z roku 1279) vlivným panským rozrodem Drslaviců. Tento významný rozrod již delší čas ovládal zdejší kraj a vzešly z něj tak mocné rody, jako byli Černínové z Chudenic či páni z Rýzmberka (později používající jméno Švihovský z Rýzmberka). Hrad sloužil jako pohraniční pevnost a měl za úkol střežit důležitou zemskou stezku vedoucí přes sousední Všerubský průsmyk do bavorského Řezna.
Jméno Rýzmberk bylo (dle módy) německé a znamenalo Obří či Obrovu horu. Název odpovídal skutečnosti, neboť hrad se tyčil nad městečkem Kdyní na rozlehlém a vysokém kopci.

### Hrad v době vrcholné slávy za Janovských z Rýzmberka
Původní zakladatelé a majitelé hradu – páni z Rýzmberka – sídlili na hradě až do roku 1407, kdy jej prodali příbuzným z rodu Janovských z Janovic. Ti podle hradu upravili své jméno na Janovský z Rýzmberka (Ryžmberský z Janovic) a panství vlastnili po několik generací do roku 1497. Janovští na hradě trvale sídlili, proto došlo za těchto druhých významných majitelů na hradě k velkým stavebním aktivitám, z nichž přestavba hradu po zhoubném požáru v roce 1448 vtiskla stavbě na staletí její trvalý vzhled. Hrad byl značně přestavěn a rozšířen např. o druhý velký palác v jádře (na třetím nádvoří) či o rozsáhlé předhradí (první nádvoří) s pásmem obranných věžic.

### Rychlé změny majitelů mezi lety 1497 až 1543
Po odchodu Janovských a krátké periodě několika dalších držitelů se v roce 1508 na hrad po 101 letech dočasně vrací potomci původních zakladatelů – sousední rod Švihovských z Rýzmberka. Ten provedl další opevňovací a stavební úpravy, avšak pro dluhy panství dlouho neudržel a již v roce 1535 Rýzmberk odprodal opětovně Janovským z Janovic. Ani ti panství dlouho nepodrželi, neboť krátce poté v roce 1543 statek odprodali bohatému rodu pánů a říšských hrabat z Gutštejna.

### Poslední velký vzestup za Gutštejnů
Gutštejnové na rýzmberském panství dobře hospodařili, díky čemuž panství rozšířili například o statek Kout na Šumavě, kde si postavili pohodlnou tvrz, pozdější zámek. Vlastní Rýzmberk nadále obývali a nadále upravovali v renesančním stylu, než jej v roce 1622 ztratili v důsledku nepodařeného Českého stavovského povstání. Páni z Gutštejna byli posledními šlechtickými majiteli, kteří hrad (před jeho dobytím v roce 1620) dlouhodobě navštěvovali a obývali. V následujícím období šlechta z hradu zmizela a na hradě sídlili již jen panští úředníci (hejtman, písaři či lesníci), vojenská posádka a čeleď.

### Úpadek hradu za třicetileté války a změna ve zříceninu
Za třicetileté války v říjnu r. 1620 byl hrad dobyt katolickým vojskem pod velením krutého císařského generála Dona Baltazara de Marradas. Hrad se stal oporou císařských a brzy nato (r. 1622) byl císařem a králem Ferdinandem II. (provinilým a protestantským) hrabatům z Gutštejna oficiálně zkonfiskován. Následně se na panství vystřídala řada majitelů – vedle krátké držby dynastií Habsburků – to byli např.: Kracové ze Šarfenštejna, Collonnové z Felsu či Černínové z Chudenic.
1. července 1641 byl hrad podruhé dobyt. Po krátkém obléhání jej obsadili protestantští Švédové pod vedením generálmajora Pfula. Ten na hradě pobyl sice jen několik dní, ale pevnost natolik poničil, že se stavba stala v podstatě neobyvatelnou. Hrad měl ale štěstí a byl ještě znovu opraven, neboť v roce 1643 byl opětovně oporou císařské posádky. Tehdy mělo na hradě sloužit asi 20 až 30 vojáků.
Třicetiletou válkou hrad velmi stavebně utrpěl, proto byl po jejím ukončení postupně opouštěn a měnil se ve zříceniny. Majitelé již o jeho obnovení nestáli, neboť by bylo příliš nákladné, hrad byl odlehlý a oni sami sídlili v pohodlnějších zámcích v Čechách (např. v nedalekém Koutu na Šumavě) či v Německu. Hrad měl být též z rozhodnutí císaře a krále Ferdinanda III. o boření hradů v Čechách rozbořen, k tomu ale nedošlo. V roce 1676 byl hrad v dobovém odhadu panství při jeho prodeji Lamingenům z Albenreuthu popisován již jako převažující zřícenina. Tehdy se bydlelo už jen na dolním (tj. na druhém) nádvoří, kde byla mj. hospoda.

### Hrad jako zřícenina a jeho oživení v 19. století

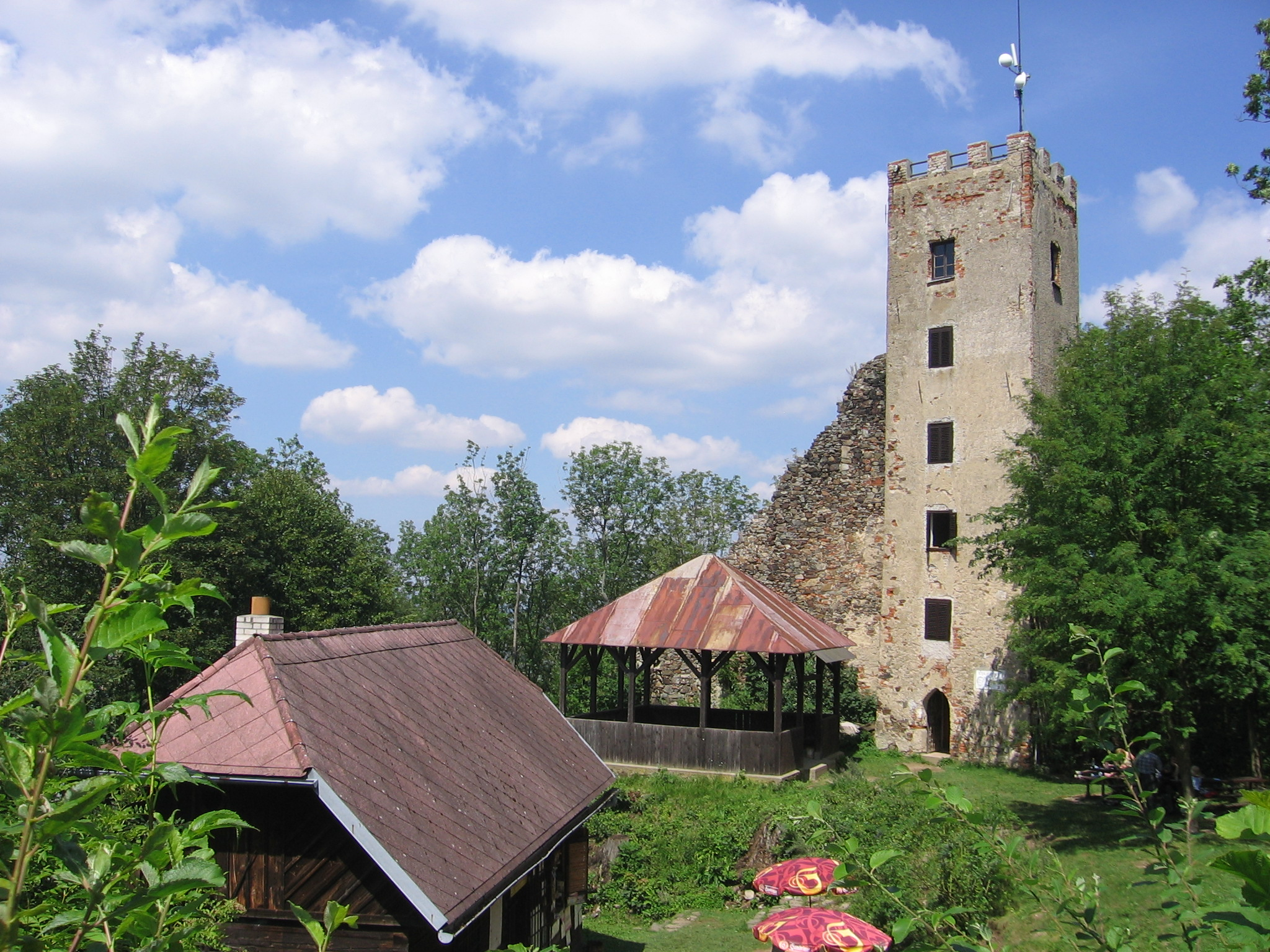
Pohled z místa starého paláce na neogotickou rozhlednu se zbytky mladšího pozdněgotického paláce. Vlevo od věže je obnovený altán a zcela vpředu bufet

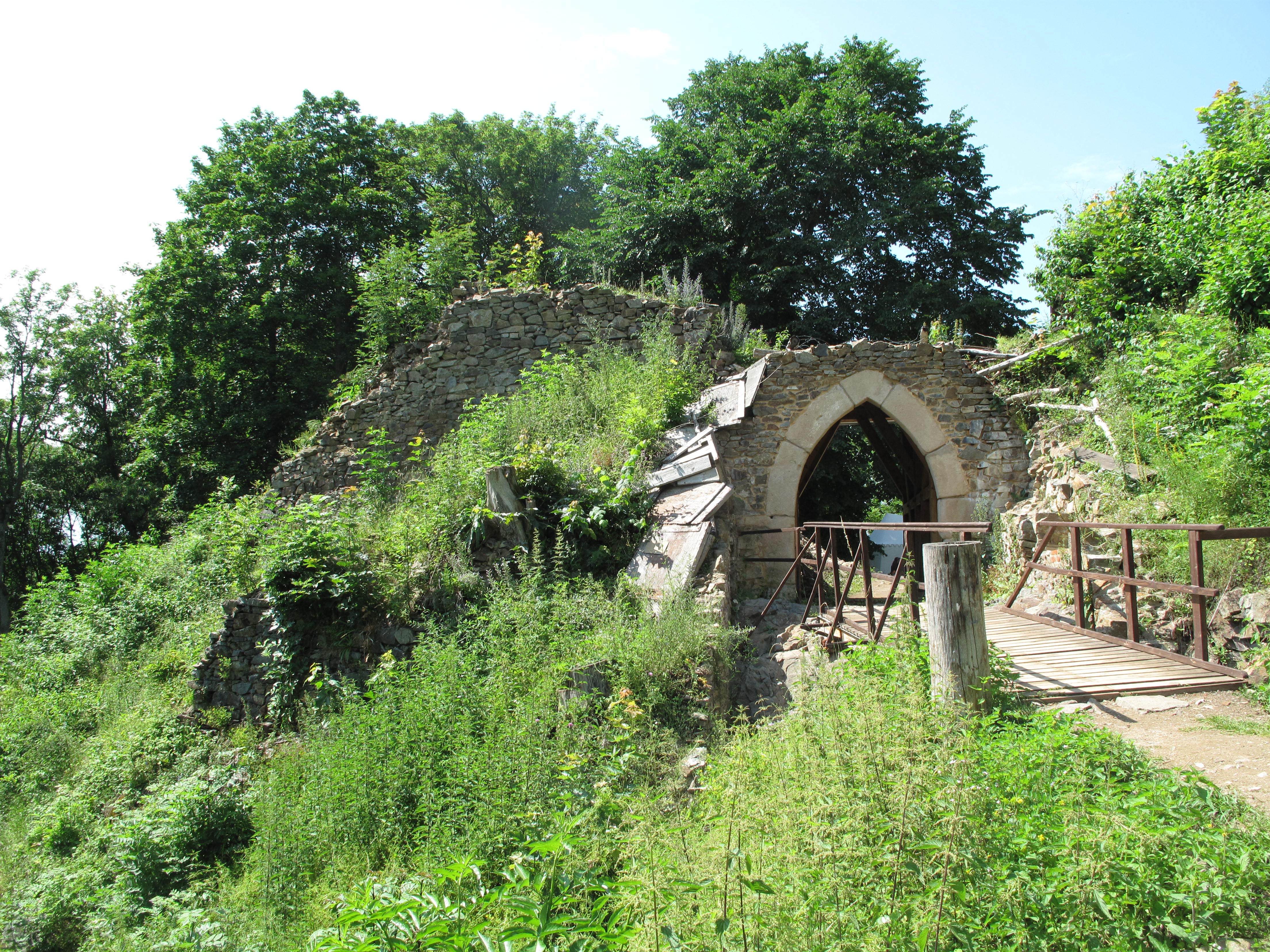
Pohled z prvního nádvoří na obnovený oblouk druhé brány

V roce 1676 se majitelem polozříceného hradu stali nechvalně proslulí baroni Lamingenové z Albenreuthu. Ti prosluli jako pověstní utlačovatelé Chodů – (počeštěně) „Lomikarové“ např. v Jiráskově románu Psohlavci či ve stejnojmenném filmu. V době jejich příchodu šlo hrad zřejmě ještě zachránit, neboť areál byl v dolní části stále obydlen poddanými a i horní hrad měl dle popisů stále dobré zdi. K nápravě však nedošlo, a hrad se definitivně proměnil ve zříceniny.
Lamingenové přičlenili původní rýzmberské panství ke svému sousednímu velkostatku Trhanov, takže vznikl velkostatek zvaný Kout-Trhanov. V roce 1697 zakoupil od Lamingenů koutsko-trhanovské panství se zpustlým hradem Rýzmberk baron Jiří Jindřich ze Stadionu. Jeho rod (povýšený mezitím do hraběcího stavu) udržel koutsko-trhanovský velkostatek až do svého vymření v roce 1908.
Za hrabat ze Stadionu došlo po roce 1834 k stavebním a parkovým úpravám hradního vrchu a k archeologickému průzkumu. Tehdy byla vyspravena hradní sklepení i mnohé zdi. Pokračující zánik trosek se tak dočasně zpomalil. Následně na hradě vystavili majitelé známé výletní místo (kterým zůstal hrad až dodnes) s kuželníkem, terasami či tanečním parketem a mezi lety 1847–1848 v místě mladšího gotického paláce (na bývalém třetím nádvoří) i štíhlou neogotickou rozhlednu.
Po vymření Stadionů získal zříceninu hradu Klub českých turistů (z blízké Kdyně), jenž o hrad usiloval již od roku 1902. Klub je také od 90. let 20. století opětovným vlastníkem hradu. Poněvadž byl hrad oblíbeným výletním cílem, kde se i hrálo divadlo, inicioval Klub stavbu trvalé scény. Tak vznikl pod hradním areálem v jeho těsné blízkosti ve svahu dřevěný amfiteátr, který byl vybudován v letech 1935–1936 a zmodernizován v roce 1958. Dodnes občas slouží k pořádání různých kulturních akcí.

### Současnost
Z původně rozlehlého hradu, složeného ze tří nad sebou umístěných nádvoří, se dochovaly části hradeb s baštami, dobře rozeznatelné příkopy i zbytky staršího paláce s podzemními sklepy. Ty ovšem nejsou veřejnosti běžně otevřeny. Z mladšího gotického paláce se toho zachovalo o něco méně, navíc je k jeho zbytkům přistavěna mladší rozhledna. Ta částečně využívá středověkého zdiva paláce a svým umístěním poněkud narušila původní urbanismus vlastního jádra hradu. Vedle rozhledny najdeme (při vstupu na bývalé třetí nádvoří) dřevěnou chatku bufetu. Mezi ním a věží stojí též dřevěný altán a nad bufetem (stále na bývalém třetím nádvoří) najdeme řadu dřevěných lavic a stolů k příjemnému posezení.
Roku 2004 byl znovu sesazen a instalován na své původní místo znovunalezený oblouk někdejší druhé brány.

## Přestavby a úpravy hradního areálu
Hrad prošel dvěma významnými přestavbami – nejprve v první polovině 14. století za Rýzmberků a ve druhé polovině 15. století za Janovských z Rýzmberka. Tehdy byl hrad po velkém požáru v roce 1448 nákladně přestavěn a rozšířen pro Racka II. Janovského z Rýzmberka. Jistých změn se stavbě dostalo také po roce 1508 za Švihovských z Rýzmberka či později za hrabat z Gutštejnu.
V 19. století došlo k úpravě hradního areálu na výletní místo a v letech 1846–1847 byla tehdejšími majiteli – hrabaty ze Stadionu – postavena nová hranolová (19 m vysoká) neogotická rozhledna. Ta je dodnes symbolem hradu.

## Přístup
| Rok  | Počet návštěvníků |
| ---- | ----------------- |
| 2015 | 2 100             |
| 2016 | 1 907             |
| 2017 | 1 386             |

Do areálu je návštěvníkům umožněn volný přístup po celý rok, na rozhlednu je přístup jen v sezóně. Uvnitř rozhledny je malá fotoexpozice k dějinám hradu.